# Boston Beacons
Boston Beacons – amerykański klub piłkarski z Bostonu w stanie Massachusetts. Drużyna występowała w lidze NASL, a jego domowym obiektem był Fenway Park. Zespół istniał tylko w 1968 roku.

## Historia
Klub został założony w 1968 roku jako kontynuator tradycji Boston Rovers z ligi USA i istniał tylko przez jeden rok kalendarzowy. W swoim jedynym sezonie w lidze NASL zajął 5. miejsce w Dywizji Atlantyckiej i nie zakwalifikował się do fazy play-off. Po zakończeniu sezonu 1968 klub został rozwiązany.

## Sezon po sezonie
| Sezon | Liga | Z | R | P  | Pkt | Sezon                         | Playoff                | Śr. frekwencja |
| ----- | ---- | - | - | -- | --- | ----------------------------- | ---------------------- | -------------- |
| 1981  | NASL | 9 | 6 | 17 | 121 | 5.miejsce, Dywizja Atlantycka | Nie zakwalifikował się | 4,004          |

## Skład
| Nr | Poz. | Piłkarz            |
| -- | ---- | ------------------ |
| 1  | BR   | Jørgen Henriksen   |
| 2  | PO   | Patrick Mulligan   |
| 3  | OB   | Tom Kelly          |
| 4  | PO   | John Petersen      |
| 5  | PO   | David Pugh         |
| 6  | OB   | John Milner        |
| 7  | NA   | John Liposinovic   |
| 8  | NA   | John Steen Olsen   |
| 8  | NA   | Richard Skora      |
| 9  | NA   | Erik Dyreborg      |
| 10 | PO   | Luis Mayoral       |
| 10 | PO   | George Mugosa      |
| 11 | NA   | Orlando Rijzenburg |
| 11 | NA   | Dennis Ziadie      |
| 12 | OB   | Lesburn Brown      |
| 13 | NA   | Jorge Miguel       |

| Nr | Poz. | Piłkarz            |
| -- | ---- | ------------------ |
| 14 | NA   | Yelmer Ketema      |
| 14 | NA   | Lloyd McLean       |
| 15 | PO   | Henning Boel       |
| 15 | NA   | Brian Davies       |
| 16 | NA   | William Fraser     |
| 17 | NA   | Rubén Héctor Sosa  |
| 18 | BR   | Orest Banach       |
| 18 | BR   | Vladimir Tarnawsky |
| 19 | PO   | Mladen Popovic     |
| 19 | OB   | Peter Simpson      |
| 20 | NA   | Tony Gulin         |
| 21 | PO   | John Kyndbol       |
| 21 | NA   | Paul Sideropoulos  |
| 22 | PO   | Charlie McCully    |
|    | NA   | Karl Minor         |